# Collège international français de Sarajevo
 (avril 2025).
Motif : article sans source et une recherche ne m'a pas permis de trouver de source secondaire au sujet de ce collège qui ne me semble pas être spécialement notoire
- Archive Wikiwix
- Bing
- Cairn
- DuckDuckGo
- E. Universalis
- Gallica
- Google
- G. Books
- G. News
- G. Scholar
- Persée
- Qwant
- (zh) Baidu
- (ru) Yandex
- (wd) trouver des œuvres sur Wikidata

| 1. | Préciser le motif de la pose du bandeau. | Précisez le motif de la pose du bandeau en utilisant la syntaxe suivante : {{admissibilité à vérifier\|date=avril 2025\|motif=remplacez ce texte par le motif}}                                                 |
| 2. | Informer les utilisateurs concernés.     | Pensez à avertir le créateur de l'article, par exemple, en insérant le code ci-dessous sur sa page de discussion : {{subst:avertissement admissibilité à vérifier\|Collège international français de Sarajevo}} |

Le collège international français de Sarajevo (CIFS) est un établissement d'enseignement français situé à Sarajevo en Bosnie-Herzégovine (sis rue Paromlinska 66). C'est un établissement scolaire privé fondé par Jean-François Le Roch. 
Le CIFS accueille, de la maternelle au lycée, aussi bien des enfants français que des enfants du pays d’accueil et des enfants étrangers tiers. 
Au travers d'une convention en date du 4 mars 2011 la gestion pédagogique a été déléguée à la Mission laïque française (MLF).